# Славяново (Тырговиштская область)
Славяново (болг. Славяново) — село в Болгарии. Находится в Тырговиштской области, входит в общину Попово. Население составляет 790 человек (2022).

## Политическая ситуация
В местном кметстве Славяново, в состав которого входит Славяново, должность кмета (старосты) исполняет Васил Петков Стоилов (Зелёные) по результатам выборов правления кметства.
Кмет (мэр) общины Попово — Людмил Веселинов (коалиция в составе 2 партий: Федерация Активного Гражданского Общества (ФАГО), Гражданский союз за новую Болгарию (ГСНБ)) по результатам выборов 2007 года в правление общины.